# 大原のしだれ桜

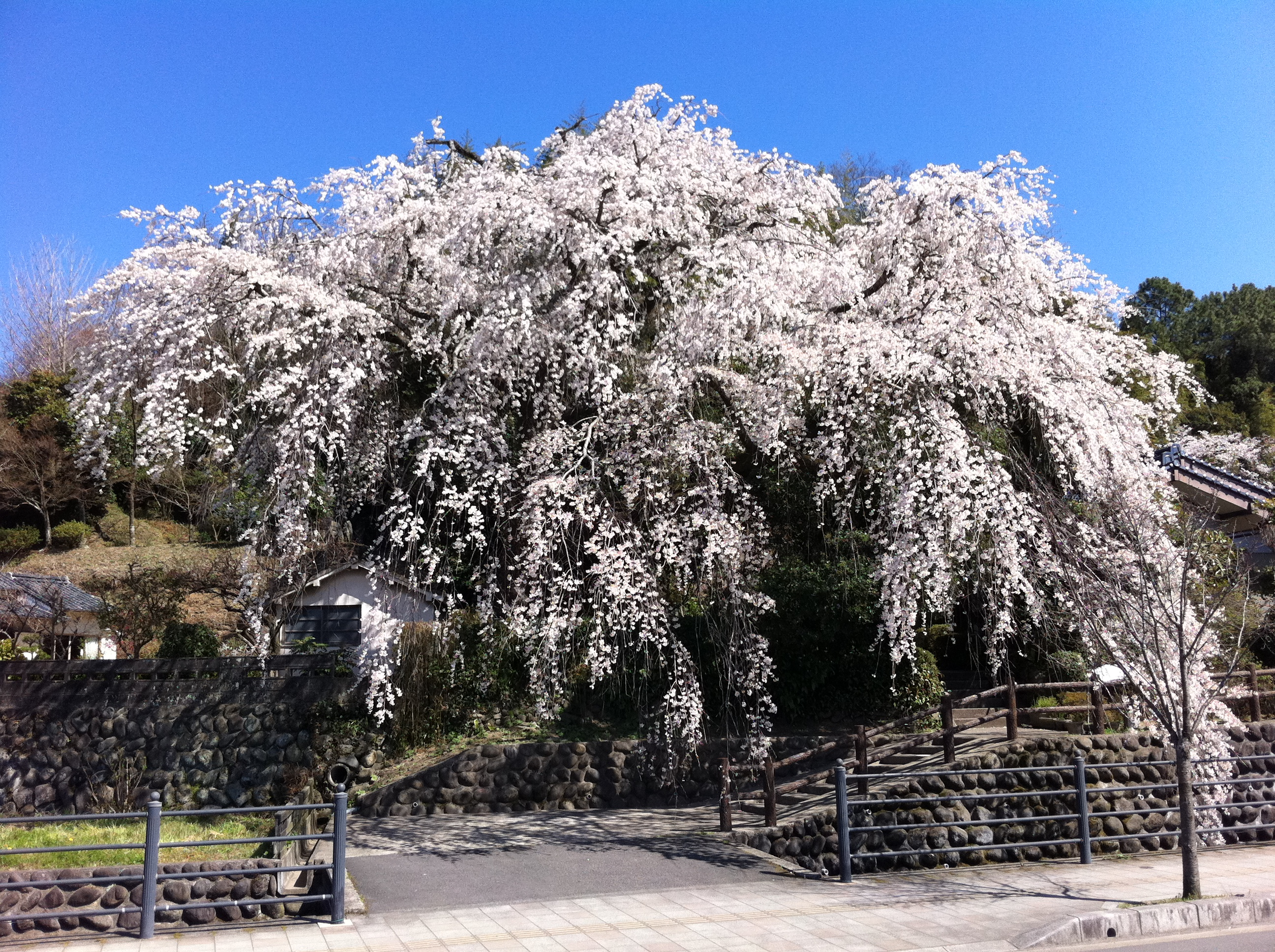
大原のしだれ桜（昼間）

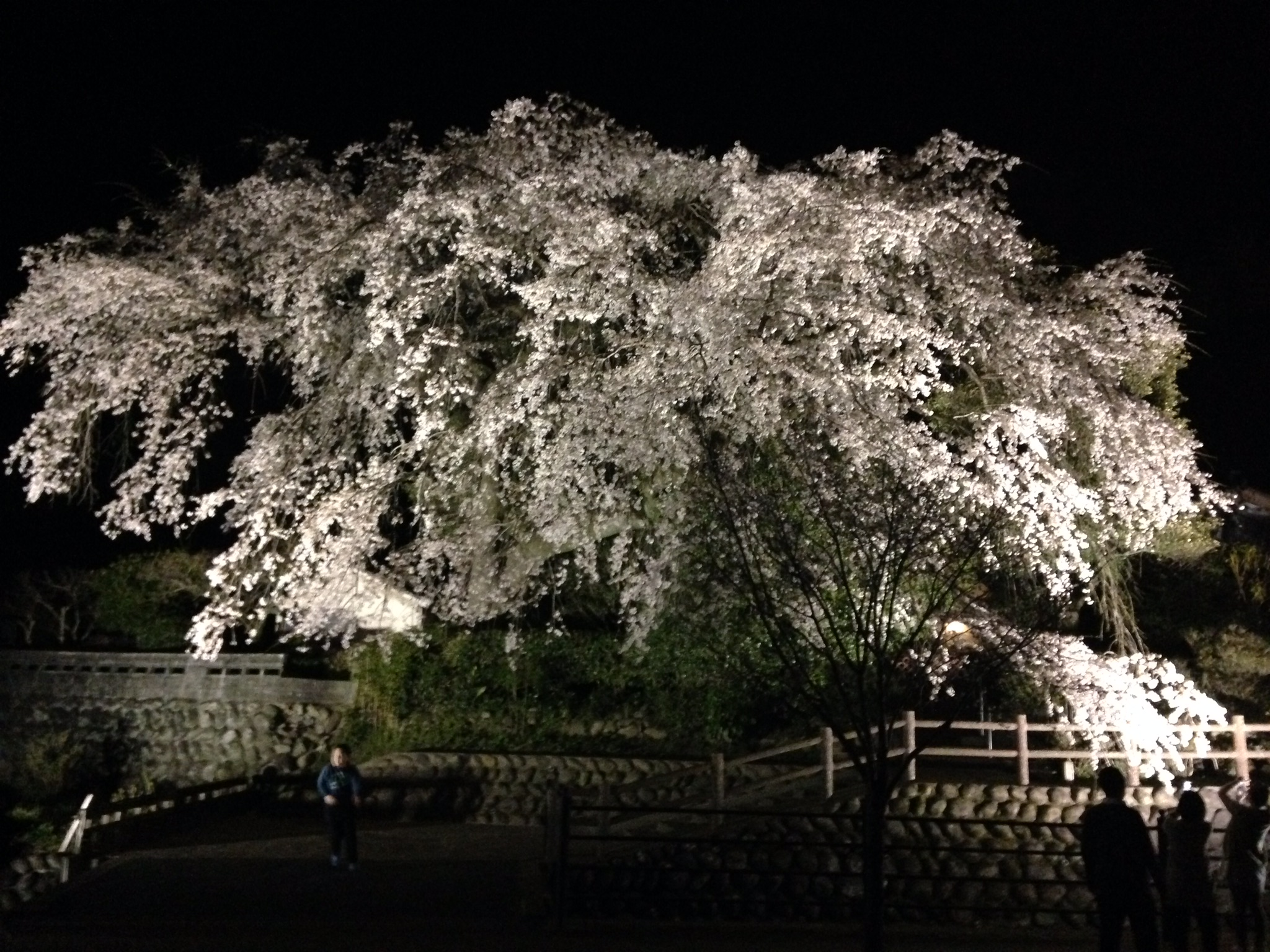
大原のしだれ桜（夜間）

大原のしだれ桜（おおはらのしだれざくら）は、大分県日田市田島の大原八幡宮近くにあるシダレザクラの巨木である。大原の大しだれ桜、大原大しだれ桜とも呼ばれる。

## 概要
樹高12m、幹回り2.2mで、樹齢は約200年。1998年（平成10年）8月に日田市の保存樹に指定されるとともに、「水郷ひた環境百選」に選定されている。また、ぴあ編集チームによる「桜の名所100選」にも選定されている。
江戸時代後期に造成された農業用水の小ヶ瀬井路沿いに立ち、数百の枝が井路に覆い被さるように垂れている。例年、満開の時期には日田市観光協会によってライトアップが行われる。

## 由来
度重なる国替えのため「引越し大名」というあだ名まで付けられた松平直矩は、天和2年（1682年）2月7日に播磨国姫路藩から豊後国日田藩に移封された。直矩の家老であった吹雪家当主の娘は日田の地で嫁いだが、直矩は日田への移封からわずか4年後の貞享3年（1686年）7月に出羽国山形藩に移封されることとなった。
このため家老である吹雪家当主は、愛娘と別れ、直矩に従って山形へ移らなければならなくなった。そこで、吹雪家当主が日田に残る娘のことを思い植えていったのがこの桜であると伝えられている。

## 交通
- 電車 - JR九州久大本線日田駅より徒歩約15分[2]。
- 自動車 - 大分自動車道日田ICより約2km[2]。